# Mittelmeerspiele 2018/Taekwondo
Die Wettbewerbe im Taekwondo der Mittelmeerspiele 2018 fanden vom 28. bis zum 30. Juni 2018 im Salou Pavilion in Salou, Spanien statt.

## Ergebnisse Männer

### Bis 58 kg
| Platz | Athlet         | Land |
| ----- | -------------- | ---- |
| 1     | Jesús Tortosa  | ESP  |
| 2     | Rui Bragança   | POR  |
| 3     | Hedi Neffati   | TUN  |
| 3     | Miloš Gladović | SRB  |

Datum: 29. Juni 2018

### Bis 68 kg
| Platz | Athlet                  | Land |
| ----- | ----------------------- | ---- |
| 1     | Javier Pérez Polo       | ESP  |
| 2     | Konstantinos Chamalidis | GRE  |
| 3     | Davide Spinosa          | ITA  |
| 3     | Hakan Reçber            | TUR  |

Datum: 30. Juni 2018

### Bis 80 kg
| Platz | Athlet               | Land |
| ----- | -------------------- | ---- |
| 1     | Raúl Martínez García | ESP  |
| 2     | Seif Eissa           | EGY  |
| 3     | Júlio Ferreira       | POR  |
| 3     | Yunus Sarı           | TUR  |

Datum: 29. Juni 2018

### Ab 80 kg
| Platz | Athlet               | Land |
| ----- | -------------------- | ---- |
| 1     | Daniel Ros           | ESP  |
| 2     | Dejan Georgievski    | MKD  |
| 3     | Yoann Miangue        | FRA  |
| 3     | Emre Kutalmış Ateşli | TUR  |

Datum: 28. Juni 2018

## Ergebnisse Frauen

### Bis 49 kg
| Platz | Athletin           | Land |
| ----- | ------------------ | ---- |
| 1     | Rukiye Yıldırım    | TUR  |
| 2     | Kristina Tomić     | CRO  |
| 3     | Oumaima El Bouchti | MAR  |
| 3     | Vanja Stanković    | SRB  |

Datum: 28. Juni 2018

### Bis 57 kg
| Platz | Athletin           | Land |
| ----- | ------------------ | ---- |
| 1     | İrem Yaman         | TUR  |
| 2     | Radwa Elsayed Nada | EGY  |
| 3     | Marta Calvo        | ESP  |
| 3     | Nikita Glasnović   | CRO  |

Datum: 28. Juni 2018

### Bis 67 kg
| Platz | Athletin      | Land |
| ----- | ------------- | ---- |
| 1     | Matea Jelić   | CRO  |
| 2     | Althéa Laurin | FRA  |
| 3     | Dunja Lemajić | SLO  |
| 3     | Hedaya Malak  | EGY  |

Datum: 29. Juni 2018

### Ab 67 kg
| Platz | Athletin        | Land |
| ----- | --------------- | ---- |
| 1     | Ana Bajić       | SRB  |
| 2     | Marie-Paule Blé | FRA  |
| 3     | Nafia Kuş       | TUR  |
| 3     | Wiam Dislam     | MAR  |

Datum: 30. Juni 2018

## Medaillenspiegel
| Platz | Land           | Gold | Silber | Bronze | Gesamt |
| ----- | -------------- | ---- | ------ | ------ | ------ |
| 01    | Spanien        | 4    | —      | 1      | 5      |
| 02    | Türkei         | 2    | —      | 4      | 6      |
| 03    | Kroatien       | 1    | 1      | 1      | 3      |
| 04    | Serbien        | 1    | —      | 2      | 3      |
| 05    | Ägypten        | —    | 2      | 1      | 3      |
| 0     | Frankreich     | —    | 2      | 1      | 3      |
| 07    | Portugal       | —    | 1      | 1      | 2      |
| 08    | Griechenland   | —    | 1      | —      | 1      |
| 0     | Nordmazedonien | —    | 1      | —      | 1      |
| 10    | Marokko        | —    | —      | 2      | 2      |
| 11    | Italien        | —    | —      | 1      | 1      |
| 0     | Slowenien      | —    | —      | 1      | 1      |
| 0     | Tunesien       | —    | —      | 1      | 1      |
| Total | Total          | 8    | 8      | 16     | 32     |